# Альвізе IV Моченіго
Альвізе IV Джованні Моченіго (італ. Alvise IV Giovanni Mocenigo) (19 травня 1701 — 31 грудня 1778) — 118-й венеційський дож у 1763—1778 роках.

## Біографія
Молодший син Альвізе Маркантоніо Моченіго з гілки Сан-Стае та Паоліни Бадоер з гілки Сан-Мойзе. Оскільки за традицією всі члени гілки чоловічої статі носили ім'я Альвізе, щоб відрізнити його від численних братів, йому дали друге ім'я Джованні. Хоча він витягнув «золоту кулю» у 1719 році, увійшовши до Великої ради, але лише в 1726 році став членом колегії «мудрих орденів», з посади якої починали усі молоді патриції. 1727 року призначається камерленго комуни.
10 березня 1729 року, завдяки своїм видатним ораторським здібностям та значному багатству, його обрали послом до Франції: він залишався там протягом наступних чотирьох років. Тут значну увагу приділив досвіду реформ французьких фінансів. Після повернення до Венеції йому було доручено привезти деякі реліквії, що належали дожу П'єтро I Орсеоло, за що він отримав лицарські знаки розрізнення.
2 грудня 1733 року призначається послом до папи римського Климента XII, але лише у квітні наступного року він вирушив до Риму, де залишався до квітня 1737 року. Ще перебуваючи в Римі, він отримав звістку про своє призначення прокуратором Святого Марка, яке відбулося 17 червня 1736 року. Після повернення до Венеції він недовго обіймав посаду члена Ради старійшин, але був змушений піти у відставку, щоб виконувати роль надзвичайного посла до неаполітанського короля Карла VII, де він перебував з 2 березня по 28 жовтня 1738 року.
5 жовтня того ж року він одружився з Пізаною Корнер ді Феріго, уродженкою сестьєре Джироламо. Це було пишне весілля, обидві родини були одними з найбагатших у Венеції. У пари було шестеро синів, усіх охрещених з іменем Альвізе.
З 1739 по 1763 рік він безперервно був членом Ради старійшин протягом першої половини року, а в інші місяці обіймав незліченну кількість посад, навіть протягом кількох мандатів: він був проведитором з постачання зерна (1740 і 1747 років), членом комісії з питань водопостачання (1742 року), заступником проведитора з фінансових питань (1741, 1743, 1744, 1854, 1755, 1756, 1759), членом Малої ради від сестьєре Санта-Кроче 1751 року, опікуном Падуанського університету (з 22 квітня 1752 року до 23 квітня 1754 року, з 8 травня 1756 року до 7 травня 1758 року, з 9 червня 1762 року до 8 червня 1764 року) та відповідальним за бібліотеку Марчіана 1762 року.
24 листопада 1759 року від імені Республіки вітав сходження на престол Неаполя Фердинанда IV, де залишався з 31 березня 1760 року по 4 листопада того ж року. Під час зворотної подорожі він здійснив тривалу мандрівку в Римі з метою розслідування можливих таємних наслідків союзного договору, укладеного між королівствами Неаполя, Іспанії та Священної Римської імперії.
19 квітня 1763 року, ставши єдиним конкурентом, обирається дожем, отримавши 40 з 41 голосів у Раді сорока. На честь святкування купець Лодовіко Фурланетто замовив у Каналетто дванадцять малюнків, які потім Джамбаттіста Брустолон переніс на мідні пластини, що зображували урочистості дожа, які Франческо Гварді та інші художники відтворювали в картинах.
Намагаючись стимулювати економіку, він уклав важливі торговельні угоди з триполітанським пашою Алі I Караманлі (1763 року), туніським беєм Алі II (1764 року), марокканським султаном Мухаммедом III (1765 року), алжирським деєм Мухаммадом V (1769 року), щоб захистити венеціанське комерційне судноплавство від набігів берберських піратів. У 1768—1770 роках дож спрямував комерційні місії до Данії та Росії, щоб збільшити торгівлю в Балтійському та Чорному морях, Згодом заснував консульства в Лісабоні та Кадісі для сприяння торгівлі з американськими колоніями Португалії та Іспанії. Ці ініціативи забезпечили відновлення торговельного флоту, кількість яких збільшилася у 1763 році з 70 до понад 300 на момент смерті дожа зі значним збільшенням загального тоннажу.
У 1766 році, після неодноразових порушень торговельних угод з державами Триполі та Тунісу, він наказав відправити флот до Триполі під керівництвом адмірала Джакопо Нані.
Було покращено сухопутні торговельні зв'язки з німецькими за Альпами. Також з ініціативи дожа створюється Торгова палата за французьким зразком.
Приділяв увагу венеційській армії та флоту, що відбилося у створенні в 1770-1771 роках корпусу військових інженерів та артилерійського корпусу, заснуванням 1777 року військово-морської школи та створенням технічного управління та технічної інспекції в Арсеналі.
У внутрішній політиці він надав значну підтримку сільськогосподарській виробничій діяльності материкових (північноіталійських) володінь шляхом створення кафедри агрономії в Падуанському університеті, створення Депутації сільського господарства, сприяння розвитку сільськогосподарських академій у різних столицях держави та надання премій та заохочень на користь найпродуктивніших фермерів. 17 квітня 1771 року було засновано спеціальну кафедру для перепідготовки  ремісників.
29 вересня 1763 року за наказом дожа очільника «партії реформ» Анджело Кверіні було звільнено з ув'язнення, а між 1765 і 1773 роками було наказано ліквідувати 147 релігійних організацій, створити комісію для перепису церковного майна та відчуження того, що перебувало у незаконній власності, а тягар сплати родинного податку було поширено на релігійні організації. Нарешті, було наказано поступово ліквідувати релігійні ордени августинців, джероломініан, мініміанців, сервітів та єзуїтів. Внаслідок таких дій Альвізе Моченіго вступив у запеклий конфлікт з папою римським Климентом XIII.
1769 року помирає його дружина. У 1771 році Альвізе Моченіго пошлюбив Полісену Контаріні да Мула.
6 березня 1774 року стався конфлікт між патрицієм П'єтро Семітеколо і м'ясником на громадській дорозі, внаслідок якого патриція було жорстоко побито. Це спричинило відкритий конфлікт між купецтвом і патриціатом з північноіталійських володінь Республіки, а також між прихильниками змін функцій Ради десяти та Ради сорока на користь розширення повноважень у судовій сфері. 26 березня  розпочалися дебати, підтримані реформістами, щодо необхідності збільшення зарплат та пенсій, що призначаються бідним патриціям, та перегляду статутів з метою відновлення повноважень та компетенцій Великої ради шляхом призначення комісії з п'яти коректорів законів та капітулярів рад та колегій. 30 серпня пропозиції були схвалені, але консерватори, утворивши союз між собою, змогли обрати чотирьох членів комісії, обмеживши масштаби перемоги реформістів: передбачалося збільшення зарплат та пенсій, а також деякі втручання для обмеження ролі «мудрих» (експертів) на користь Сенату, 27 листопада 1774 року було оголошено заборону на азартні ігри (казино-рідотті було зачинено), а 19 травня 1775 року було проголосовано за приєднання до Великої ради ще 40 шляхетських родин з північноіталійських міст Республіки з річним доходом у 10 тис. дукатів, але з них лише 11 сплатили необхідний внесок, що, засвідчило втрату політичної ваги та престижу венеційського патриціату.
Він помер 31 грудня 1778 року. Його було поховано у соборі Санті-Джованні-е-Паоло. Це також дало родині ще одну можливість проявити пишність: процесія тривала з 18:30 до півночі, і лише родина Моченіго одягла 80 домашніх слуг у шати, які коштували 16 тис. лір.